# Merig
Merig est une petite île de la mer de Corail, située dans le nord du Vanuatu. Appartenant à l’archipel des îles Banks, l'île est à mi-chemin entre les îles Gaua et Mere Lava. En 2009, elle avait une population de 12 habitants. Sa superficie est de 0,5 km2 et son point culminant a une altitude de 125 m.

## Culture
Les habitants de Merig parlent le mwerlap, la langue de l’île voisine Mere Lava.
Cette île est connue[Par qui ?] comme étant "l'île des femmes" de la mythologie locale, où les femmes vivaient sans hommes, ayant des roussettes pour maris, jusqu'à ce qu'un homme véritable y parvienne et leur enseigne comment faire l'amour et comment avoir des enfants[réf. nécessaire]. C'est toujours le cas, en ce sens qu'ici ce sont les femmes qui sont propriétaires de la terre, comme d'ailleurs partout dans l’archipel. Les maris viennent tous de l'extérieur et sont en général plus âgés que leurs femmes, ayant voyagé dans l'archipel avant de se satisfaire d'une vie très isolée. À chaque génération, garçons et filles vont se marier ailleurs, sur l'une ou l'autre des îles Banks. Il reste la dernière fille, avec ses parents, et qui attend le mari qui viendra d'ailleurs[réf. nécessaire]. 